# Epithelisierung
Als Epithelisierung (Synonyme: Epithelialisierung, Epithelisation) wird das Überwachsen einer Wunde mit Epithelzellen bezeichnet. Sie geht von intaktem Epithelgewebe im Bereich der Wundränder aus. Die Epithelisierung ist die letzte Phase der Wundheilung und schließt sich an die Granulation (Bildung von zellreichem Bindegewebe) an.
Bleibt eine Epithelisation für mehr als 10–14 Tage aus, steigt das Risiko für die Bildung eines Keloids dramatisch. Da die Ausbildung eines Trockenschorfs die Epithelisierung deutlich verzögert, sollten Wunden feucht verbunden werden.
Es bestehen auch Möglichkeiten der künstlichen Epithelisierung.